# Peter Paul Rubens
Peter Paul Rubens (28. června 1577 Siegen – 30. května 1640 Antverpy) byl vlámský malíř, jeden z největších světových malířů v historii, mistr barokního stylu a nejznámější vlámský malíř 17. století. Pokud se týká jeho majetku, patřil Rubens mezi nejzámožnější lidi ve Flandrech.
Smělé linie, diagonály, odvážné oblouky a spirály ve spojení s hrou opulentních sytých barev se staly typickými prvky Rubensových obrazů. Jeho malby představují nekonečný proud nápadů a odhalují jeho schopnost vybrat nejpůsobivější okamžik příběhu. Při vykreslení svých postav a barevnosti se inspiroval antickými obrazy a díly renesančních umělců jako jsou Michelangelo, Raffael nebo Tizian. V zobrazení lidské pleti, zejména ženské, zůstal Rubens nepřekonatelný. Bývá také někdy označován jako „malíř masa“.
V průběhu několika let se z něj stal malíř králů a „král malířů“.

## Život

### Původ
Peter Paul Rubens se narodil do rodiny úspěšného antverpského protestantského advokáta Jana Rubense. Kvůli svému kalvinistickému vyznání byla rodina nucena od roku 1568 žít v Kolíně nad Rýnem a Siegenu. Jan Rubens zde pracoval jako právní poradce Anny Saské, manželky Viléma I. Oranžského. V roce 1570 byla odhalena Janova nevěra s Annou, za což byl zavřen na hradě Dillenburg. Jeho manželka, Maria Pypelinck, nakonec svými přímluvami dosáhla jeho propuštění do domácího vězení v Siegenu. Zde se manželům Rubensovým narodil 28. června 1577 syn Peter Paul. V roce 1589, dva roky po otcově smrti, se společně se svou matkou vrátil do Antverp, kde přestoupil ke katolické víře.

### Učení
V Antverpách Peter Paul a jeho bratr Filip navštěvovali latinskou školu, kde získali nejen rozsáhlé jazykové znalosti, ale i vědomosti z oblasti klasické literatury. Po dvou letech byli nuceni studium ukončit a hledat si práci, neboť se jejich matka dostala do finančních potíží. Peter Paul sice získal místo pážete u dvora, ale už po roce jej opustil, rozhodnutý stát se malířem. Jeho prvním mistrem se na krátkou dobu stal krajinář Tobias Verhaecht. Od něj Rubens přešel k Adamu van Noortovi a následně k Ottovi van Veenovi, přičemž s každým z těchto učitelů strávil čtyři roky. V roce 1598 byl přijat jako malířský mistr do antverpského cechu sv. Lukáše. Roku 1600 se vydal na studijní cestu do Itálie, kde v Mantově vstoupil do služeb vévody Vincenza I. Gonzagy.

### Manželství

#### Svatba s Isabellou Brantovou

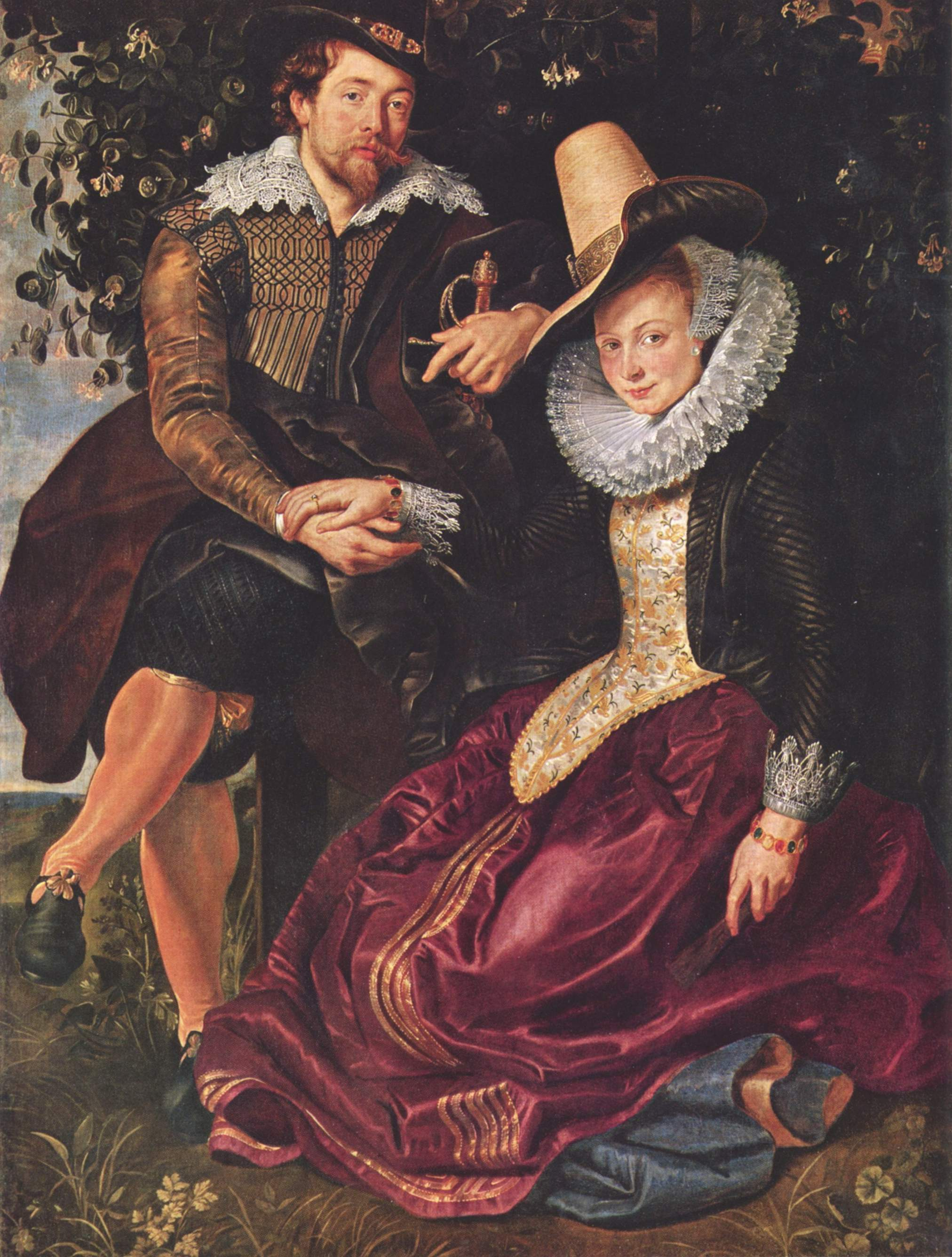
V besídce s růžemi z Jericha, dvojportrét Petera Paula a Isabelly pod keřem zimolezu (1609)

Po smrti své matky v roce 1608 se Rubens vrátil do Antverp. O rok později, 3. října 1609, se v kostele svatého Michaela oženil s Isabellou Brantovou, dcerou významného humanisty Jana Branta. Z tohoto manželství vzešly tři děti.
Rubensovi se díky jeho malířskému a obchodní talentu začalo brzy dařit natolik dobře, že v Antverpách roku 1610 koupil dům ve čtvrti Wapper, který začal přestavovat a rozšiřovat. Po několika letech se z Rubensova antverpského domu stalo věhlasné kulturní centrum města.
V červnu roku 1626 Isabella nečekaně umírá a u truchlícího Rubense propuká dna, se kterou se bude potýkat do konce života a na jejíž následky v roce 1640 zemře.

#### Svatba s Helenou Fourmentovou
Rubens se čtyři roky po smrti své první ženy v roce 1630 opět oženil. Vzal si svou neteř, teprve šestnáctiletou Helenu Fourmentovou. Měl s ní pět dětí, nejmladší se narodilo osm měsíců po jeho smrti.
I druhé manželství bylo šťastné, neboť Helena vnesla do jeho života mladistvou energii a radost. Také svou druhou manželku často portrétoval. Nejznámější obraz se nazývá Kožíšek, kde je zobrazena nahá Helena částečně zahalená v kožešině.
V roce 1635 se Rubens rozhodl koupit panství a zámek Steen nedaleko Antverp. Tam trávil zbytek svého života. Pod jeho vedením jeho ateliér stále produkoval kvalitní a oceňované obrazy.

### Smrt a památka
Rubens zemřel 30. května 1640 ve věku 63 let v důsledku onemocnění dnou. Byl pohřben v rodinné hrobce v jedné z kaplí Kostela sv. Jakuba. Jeho památku připomíná dodnes zachovaný nápis v podlaze této kaple.
Rubens vytvořil neobyčejně rozsáhlé malířské dílo, katalog jeho obrazů má 1400 položek. Je to výsledek zhruba 40 let jeho profesního života a práce spolupracovníků v jeho ateliéru. Měsíčně společně vytvořili až tři obrazy, často velkoformátové. Takovou produktivitu umožňoval rychlý, ale také kvalitní způsob práce a dobrá organizace. Jeho ateliér připomínal manufakturu na umění. Jeden z jeho žáků byl i Anthonis van Dyck.

## Díla na cestách

### Itálie
Během pobytu v Itálii Rubens pobýval v Mantově, navštívil Benátky, Řím a Janov. Studoval zde antické umění a učil se kopírováním děl italských mistrů. Jeho styl byl v té době silně ovlivněn Tizianem.

#### Mantova
V roce 1600 odjel Rubens do Mantovy, kde pracoval jako dvorní malíř pro mantovského vévodu Vincenza Gonzaga. Pro svého zaměstnavatele Rubens vytvořil řadu obrazů, většinou kopií obrazů Correggiho nebo Tiziana. Pro rodinu Gonzagů také namaloval slavný obraz Nejsvětější Trojici trůnící na nebesích, kde jsou zobrazeni i členové rodiny.
Tady začal pracovat i na vlastních obrazech. Na témata z antické mytologie namaloval Bitvu Amazonek, na téma křesťanské obraz Ukládání Krista do hrobu. Za pozornost stojí i skupinový portrét Rubense v okruhu jeho mantovských přátel.

#### Řím a Janov

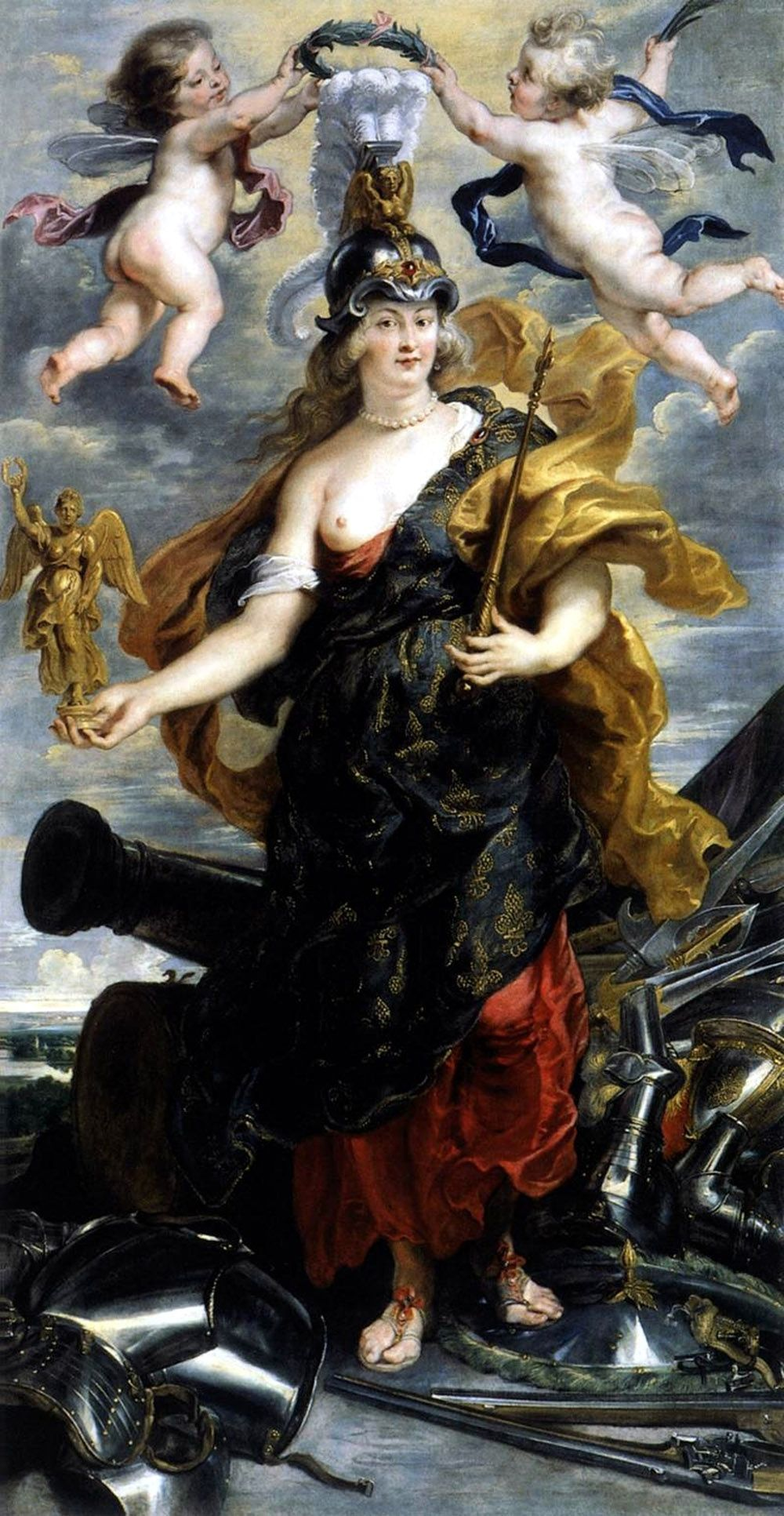
Marie Medicejská

V letech 1606 až 1608 pobýval Rubens v Římě a často zajížděl do Janova. Portrétoval zdejší aristokracii, především rod Doriů a další spřízněné rodiny. Známá je podobizna markýzy Brigidy Spinola-Doria z roku 1606, která vynikajícím realistickým způsobem zobrazuje její tvář a oděv.
Oltářní obraz Panna Marie s Ježíškem pro oratoriánský kostel Chiesa Nuova v Římě namaloval Rubens v letech 1606–1607. První verze nepůsobila tak, jak by si zadavatel přál, a proto namaloval druhou verzi. Marii s Ježíškem se skupinou andělů namaloval na břidlicové desce a okolní světce namaloval na samostatné obrazy po stranách hlavního oltáře. Obraz patří mezi významná díla raného baroka v Římě.
Inspirován stavbami v Janově vydal všestranně nadaný Rubens v roce 1622 knihu s názvem Janovské paláce. Tato publikace ovlivnila tvorbu některých současných architektů a také spíše ojedinělou Rubensovu architektonickou tvorbu.

### Francie
Mnoho zakázek obdržel Rubens od francouzského královského dvora. Mezi nimi vyniká série alegorických obrazů ze života Marie Medicejské. Medicejský cyklus je soubor obrazů, který představuje výjevy ze života Marie Medicejské a jejího manžela Jindřicha IV. Původně zdobil sál Lucemburského paláce v Paříži, kde Marie Medicejská sídlila. Dnes se nachází v pařížském Louvru v samostatné místnosti.

## Díla v Antverpách

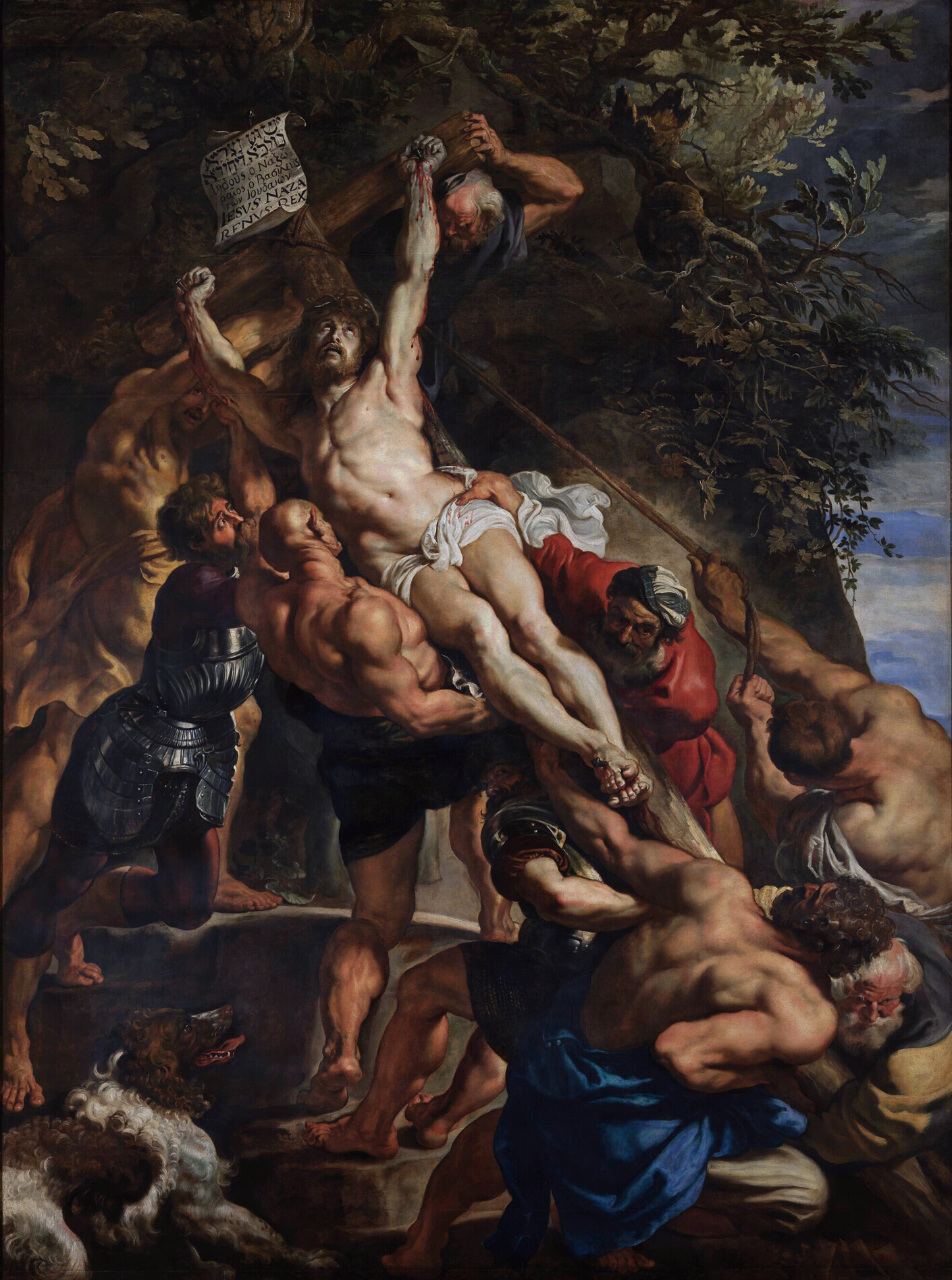
Vztyčení kříže (Rubens)

V roce 1608 Rubens opouští Itálii a spěchá za svou nemocnou matkou do Antverp. I po její smrti zde zůstává a tak začíná jeho kariéra spjatá s tímto městem. V roce 1609 byl jmenován dvorním malířem místodržitelského páru arcivévody Albrechta a infantky Isabely Kláry, kteří vládli v této katolické části Nizozemí – ve Flandrách. Dostává stálý plat a prestižní zakázky.

### Katedrála Panny Marie
Nejvýznamnější zakázkou Rubense v Antverpách je vytvoření bočních oltářních obrazů, triptychů pro antverpskou Katedrálu Panny Marie. Tyto obrazy jej zařadily mezi nejuznávanější vlámské malíře.
- Vztyčení kříže, první oltář z roku 1610 zachycuje Kristovo ukřižování v okamžiku, kdy je kříž diagonálně vztyčován a umísťován do země skupinou vojáků. Na bočních křídlech triptychu vidíme blízké, kteří Krista doprovázeli, a římské vojáky.
- Snímání z kříže, druhý obraz je z roku 1611–1614. Obrazu opět dominuje diagonála již mrtvého Kristova těla, které je snímáno z kříže. Na bočních křídlech můžeme vidět další výjevy z Kristova života, především z jeho dětství.
- Zmrtvýchvstání Krista, z let 1611–1612, je to nejmenší obraz této série, vysoký pouze 140 cm.
- Nanebevzetí Panny Marie, mnohem později v polovině dvacátých let vytvoří obraz i pro hlavní oltář chrámu s výjevem Nanebevzetí Panny Marie.

### Kostel sv. Ignáce z Loyoly a Františka Xaverského
Jednou z velmi prestižních zakázek od roku 1617 bylo vytvoření rozsáhlého cyklu maleb pro jezuitský kostel svatých Ignáce z Loyoly a Františka Xaverského. Celý cyklus původně tvořilo 40 pláten různého formátu, většina shořela v roce 1718 při požáru kostela. Naštěstí se zachovala dvě stěžejní díla pro hlavní oltář. Protože měl kostel dvojí zasvěcení Ignácovi z Loyoly a Františkovi Xaverskému, Rubens namaloval pro oba světce vlastní obrazy. Podle liturgického kalendáře se pak obrazy střídaly na hlavním oltáři antverpského kostela.

## Rubens diplomat

### Španělsko

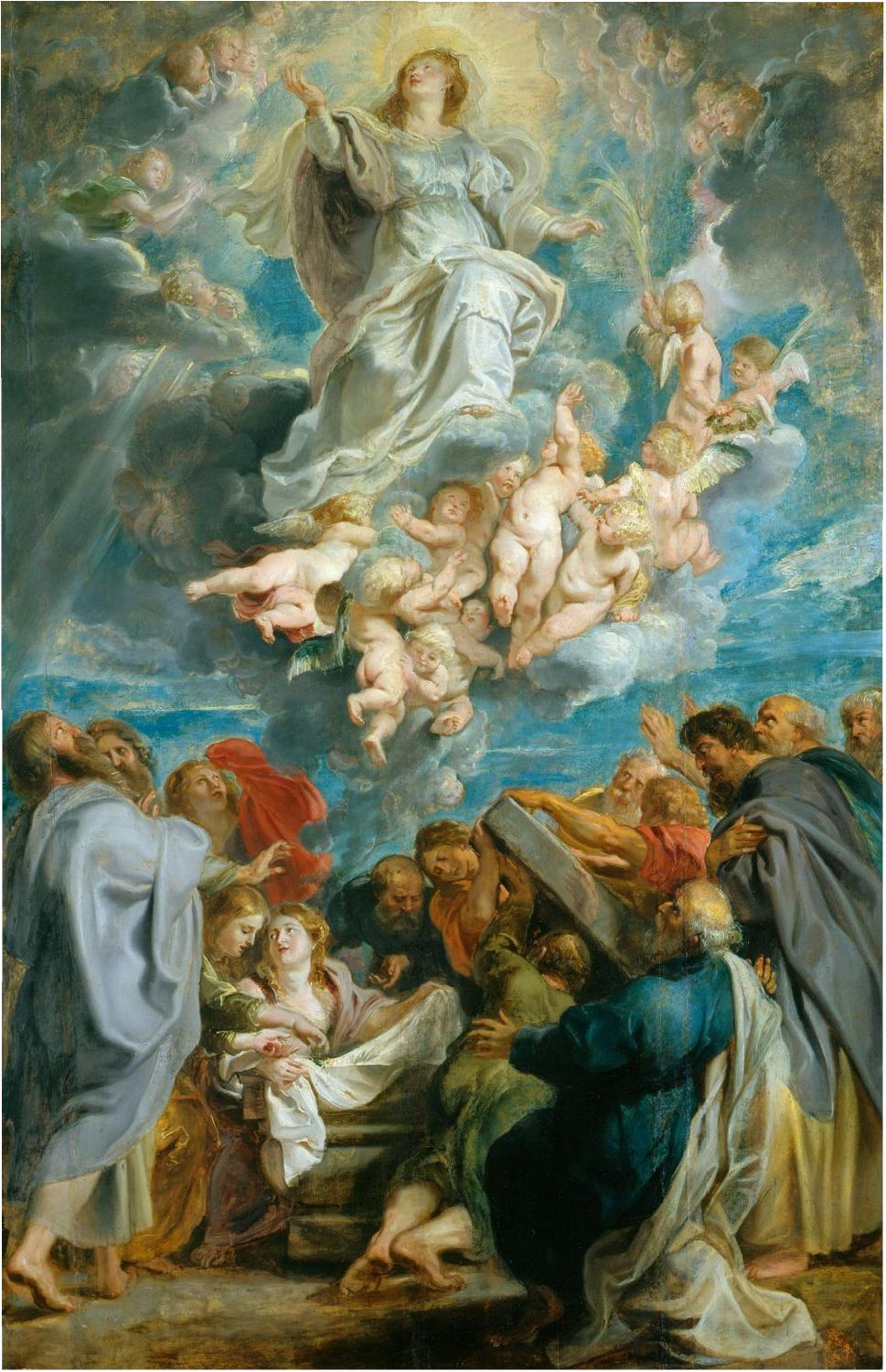
Nanebevzetí Panny Marie

V roce 1603 se Rubens poprvé vydal na diplomatickou cestu. Vévoda Gonzaga z Mantovy jej vyslal ke španělskému dvoru, aby doručil dary královské rodině a vévodovi z Lermy Franciscu Gómezovi. Při této příležitosti Rubens vytvořil několik prací. Velmi známý je Jezdecký portrét vévody z Lermy, který vznikl v roce 1603. Dnes je v muzeu Prado v Madridu.
V letech 1621 až 1633 se aktivně účastnil mnoha dalších diplomatických jednání. Španělský král Filip IV. ho pověřil úkolem dosáhnout sblížení Španělska s Anglií. Rubensovou zásluhou byla skutečně 15. listopadu 1630 podepsána mírová smlouva mezi Anglií a Španělskem. Anglický král Karel I. ho za toto úsilí pasoval na rytíře a bohatě obdaroval. Později to samé učinil i španělský král Filip IV.

### Anglie
Anglii Rubens navštěvuje opakovaně v závěru 20. let. I zde se mu dostává uznání a v roce 1629 je v Cambridgi jmenován magistrem umění. O rok později opět pobývá v Londýně, nyní jako diplomat dojednává možnou koalici s anglickým královstvím.
Z diplomatických cest si Rubens přináší i zakázky. Pro anglického krále Karla I. vytvoří sérii pláten, která budou zavěšena do stropu Banqueting House ve Whitehallu v Londýně. Tyto malby jsou oslavou krále Jakuba I., který byl otcem Karla I.

## Rubensova díla v českých zemích

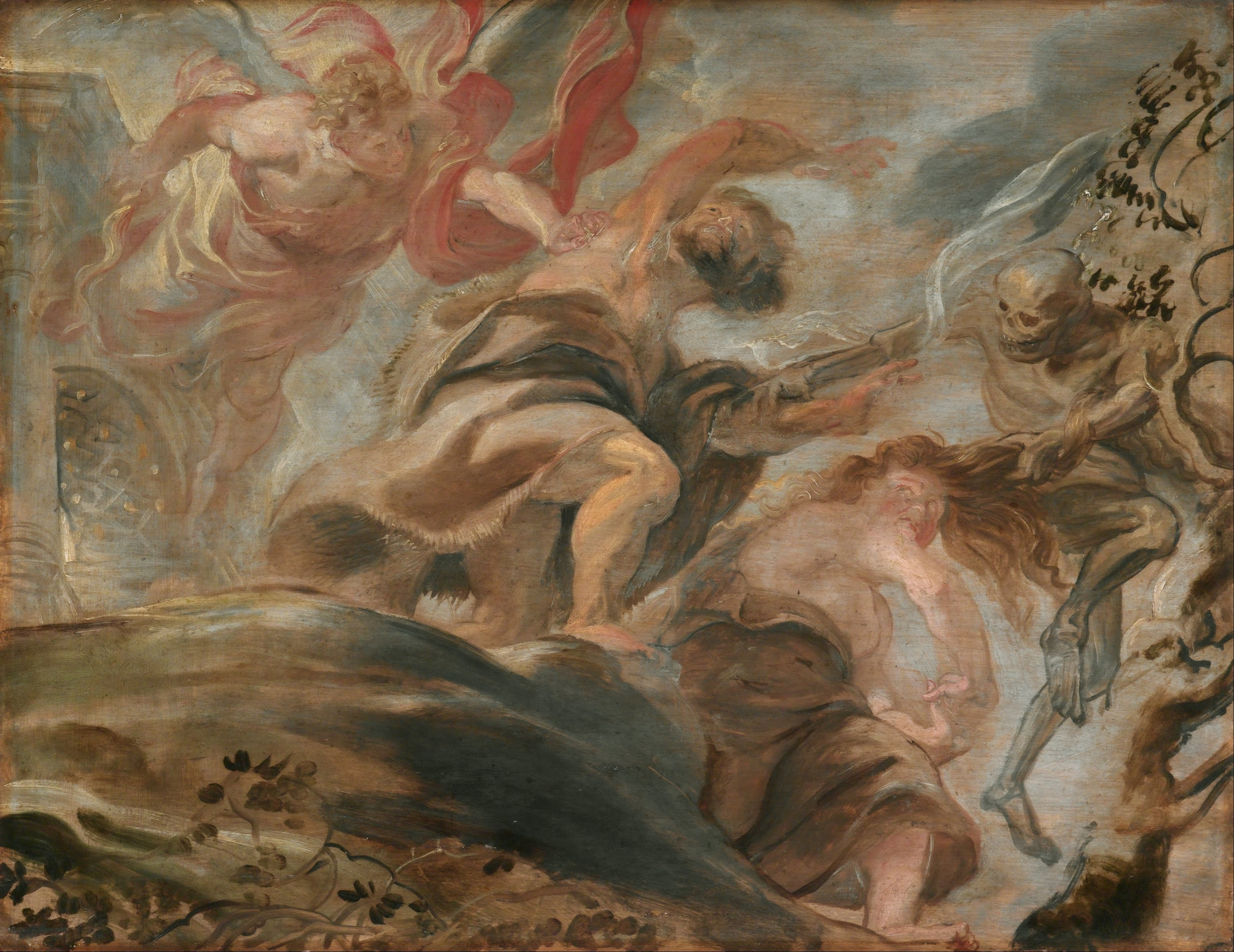
Vyhnání Adama a Evy z ráje

Z neuvěřitelného množství triumfálních Rubensových děl se jich na konci 19. století nacházelo nejvíce v galeriích ve Vídni, Mnichově a Madridu. V Praze visel ve sbírkách galerie Nosticova paláce (Podobizna vojevůdce Ambrogia Spinoly), Strahovské obrazárně, nebo Valdštejnském paláci. Rubensovou dílnou byly též vytvořeny návrhy pro korunovační gobelíny ve Vladislavském sále na Pražském hradě a dva oltářní obrazy pro kostel sv. Tomáše.
Práce Rubense a jeho dílny jsou v České republice mimo Obrazárnu Pražského Hradu, Národní galerie i v některých církevních, šlechtických a muzeních sbírkách.
- Obrazy Umučení svatého Tomáše a Svatý Augustin, 1636–1638, pro hlavní oltář augustiniánského kostela sv. Tomáše v Praze, Rubens dostal zakázku zřejmě od augustiniánského převora Jana Svitavského, originály roku 1896 sejmuty a nahrazeny kopiemi, poté vystaveny od 1899 v Rudolfinu,[13][14] roku 2014 vráceny zpět řádu a zapůjčeny do expozice Národní galerie v Praze
- Podobizna markýze Ambrogia Spinoly, 1627, Národní galerie V Praze
- Skica Navštívení Panny Marie, 1632–1634, předloha pro rytinu Pietera de Jode st., kompozice vychází z Rubensova staršího obrazu na bočním křídle triptychu Snímání z kříže v antverpské katedrále, Národní galerie v Praze
- Studie hlavy muže v profilu, 1611–1612, pro postavu Nikodéma na centrálním obrazu triptychu Snímání z kříže v antverpské katedrále, Národní galerie v Praze
- Skica Vyhnání Adama a Evy z ráje, 1620, malířské modello pro stropní malbu jezuitského kostela v Antverpách, dříve v Obrazárně Společnosti vlasteneckých přátel umění v Rudolfinu, nyní v Národní galerii v Praze
- dvojice obrazů ze série Césarův triumf, po 1608, díla kopírují cyklus Andrey Mantegnii pro Mantovského vévodu, obrazy dokončil Rubensův žák Erasmus Quellinus ml., pocházejí z Nostické sbírky, Národní galerie v Praze
- Skica Zvěstování Panně Marii, 1610–1612, dříve v Obrazárně Společnosti vlasteneckých přátel umění v Rudolfinu, Obrazárna Pražského hradu
- Obraz Shromáždění olympských bohů, kol. 1602, (204 cm x 370 cm), vzhledem k rozměrům a výraznému kompozičnímu podhledu je možné, že byl umístěn vysoko na stěně nebo stropu některého sálu Pražského hradu, Obrazárna Pražského hradu
- Obraz Hygieia krmící posvátného hada, 1614 nebo 1615,[15] od roku 1681 na zámku v Roudnici nad Labem,[16] nyní umístěn v Lobkowiczké rodové sbírce na zámku Nelahozeves
- Obraz Hlava Medúzy, 1617–1618, ranější verze autorské repliky v Kunsthistorisches museum ve Vídni, Moravská galerie v Brně

## Výběr z díla ve světě
- Jezdecký portrét vévody z Lermy (1603) – Museo del Prado Madrid, Španělsko
- Klanění se tří králů (1609) – Museo del Prado Madrid, Španělsko
- Autoportrét s Isabellou Brantovou (1609–10) – Alte Pinakothek Mnichov, Německo
- Vztyčení kříže (1610–1611) – Katedrála Panny Marie Antverpy, Belgie
- Snímání z kříže (1611–1614) – Katedrála Panny Marie Antverpy, Belgie
- Venuše před zrcadlem (1613–1615) – Sammlungen des Regiereden Fürsten von Leiechtenstein Vaduz, Lichtenštejnsko
- Nanebevzetí Panny Marie (1614) – Musées royaux des Beaux-Arts de Belgique Brusel, Belgie
- Velký poslední soud (1615–1616) – Alte Pinakothek Mnichov, Německo
- Únos Leukippových dcer (1615–1616) – Alte Pinakothek Mnichov, Německo
- Bitva Amazonek (1616–1618) – Alte Pinakothek Mnichov, Německo
- Mars a Rhea Silvia (1616/1617) – Lichtenštejnské muzeum, Vídeň
- Ztracený syn (1617–1618) – Koninklijk Museum voor Schone Kunsten Antverpy, Belgie
- Vylodění Marie Medicejské (1622–1625) – Musée National du Louvre Paříž, Francie
- Klanění se tří králů (1624) – Musées Royaux des Beaux–Arts de Belgique Brusel, Belgie
- Nanebevzetí Panny Marie (1625–1626) – Katedrála Panny Marie Antverpy, Belgie
- Zahrada lásky (1632) – Museo del Prado Madrid, Španělsko
- Klanění Tří králů (The Adoration of the Magi) (1634) – King's College Chapel, Cambridge, Anglie
- Krajina s duhou (1635) – Alte Pinakothek Mnichov, Německo
- Podzimní krajina se zámkem Steen (1636) – National Gallery Londýn, Anglie
- Vraždění neviňátek v Betlémě (1636–1638) – Alte Pinakothek Mnichov, Německo
- Kožíšek (Helene Fourment) (1636–1639) – Kunsthistorisches Museum Vídeň, Rakousko
- Venuše a Adonis (1637–1638) – The Metropolitan Museum of Art New York City, USA
- Tři Grácie (1636–1638) – Museo del Prado Madrid, Španělsko
- Madona se světci (1639) – Kostel sv. Jakuba Antverpy, Belgie
- Clara-Serena Rubens (1616) – Vaduz, galerie Liechtenstein

## Galerie

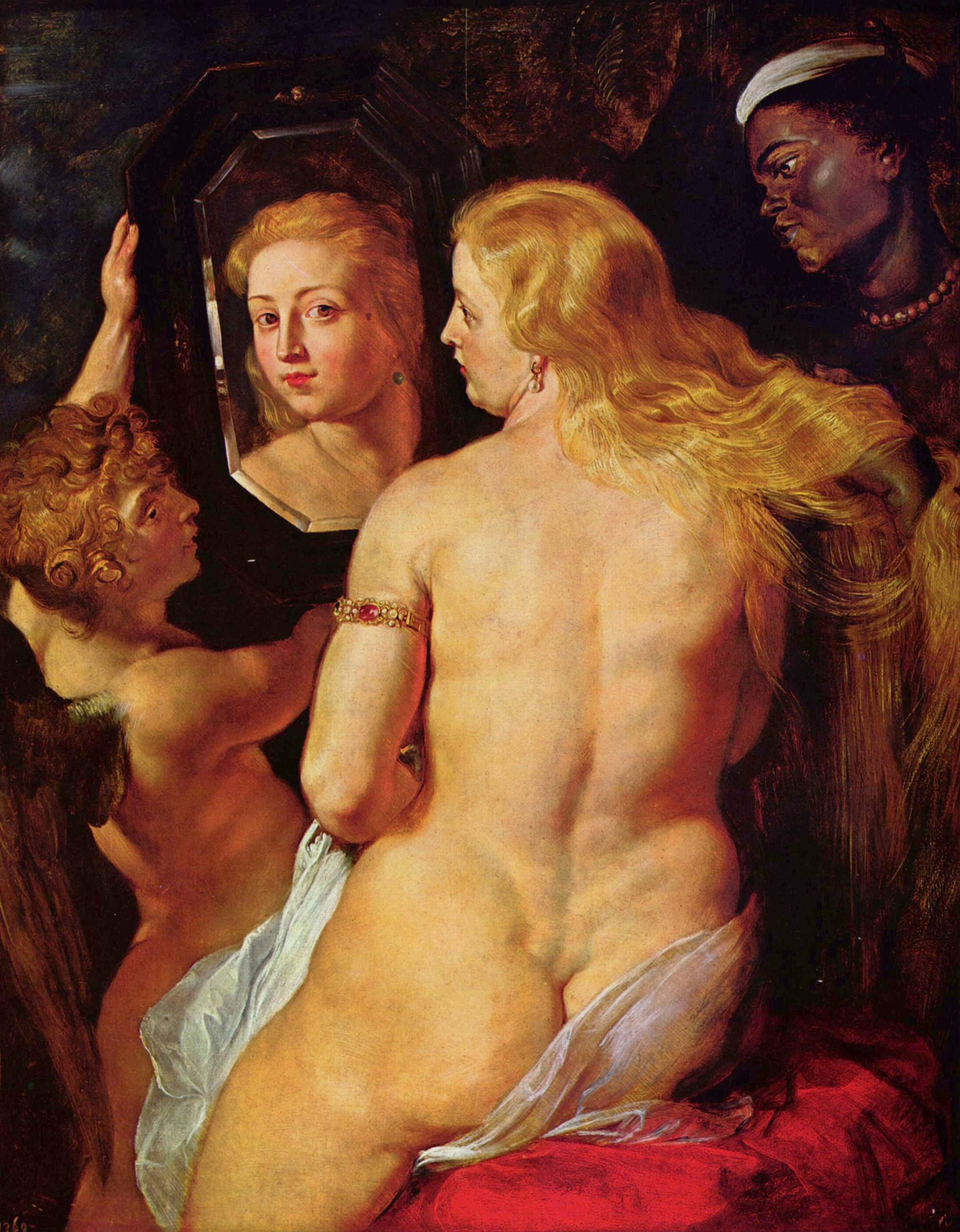
Venuše před zrcadlem (1613–1615)
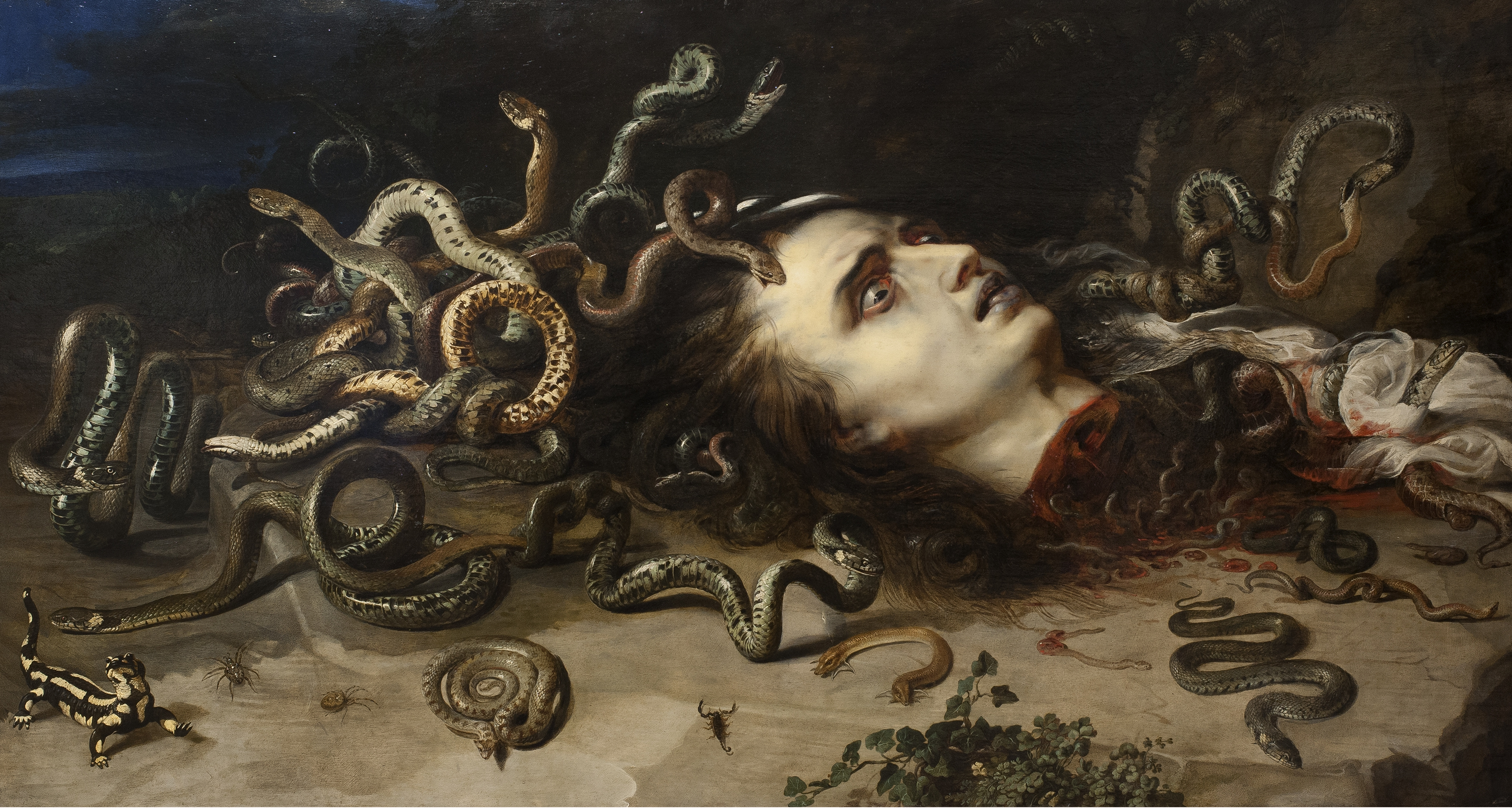
Hlava Medusy (1617-18), MG v Brně
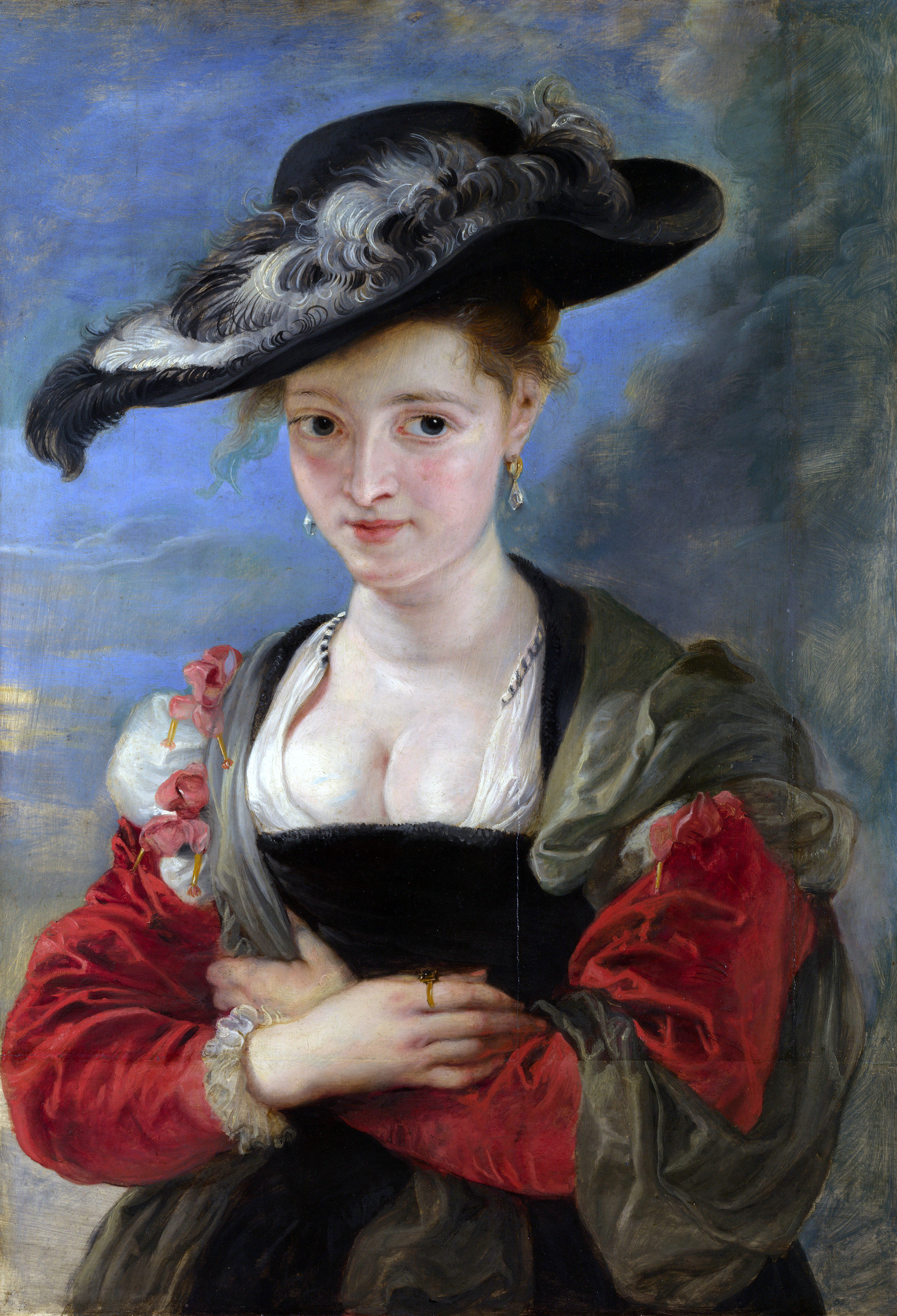
Portrét S. Lunden (1622–1625), NG v Praze
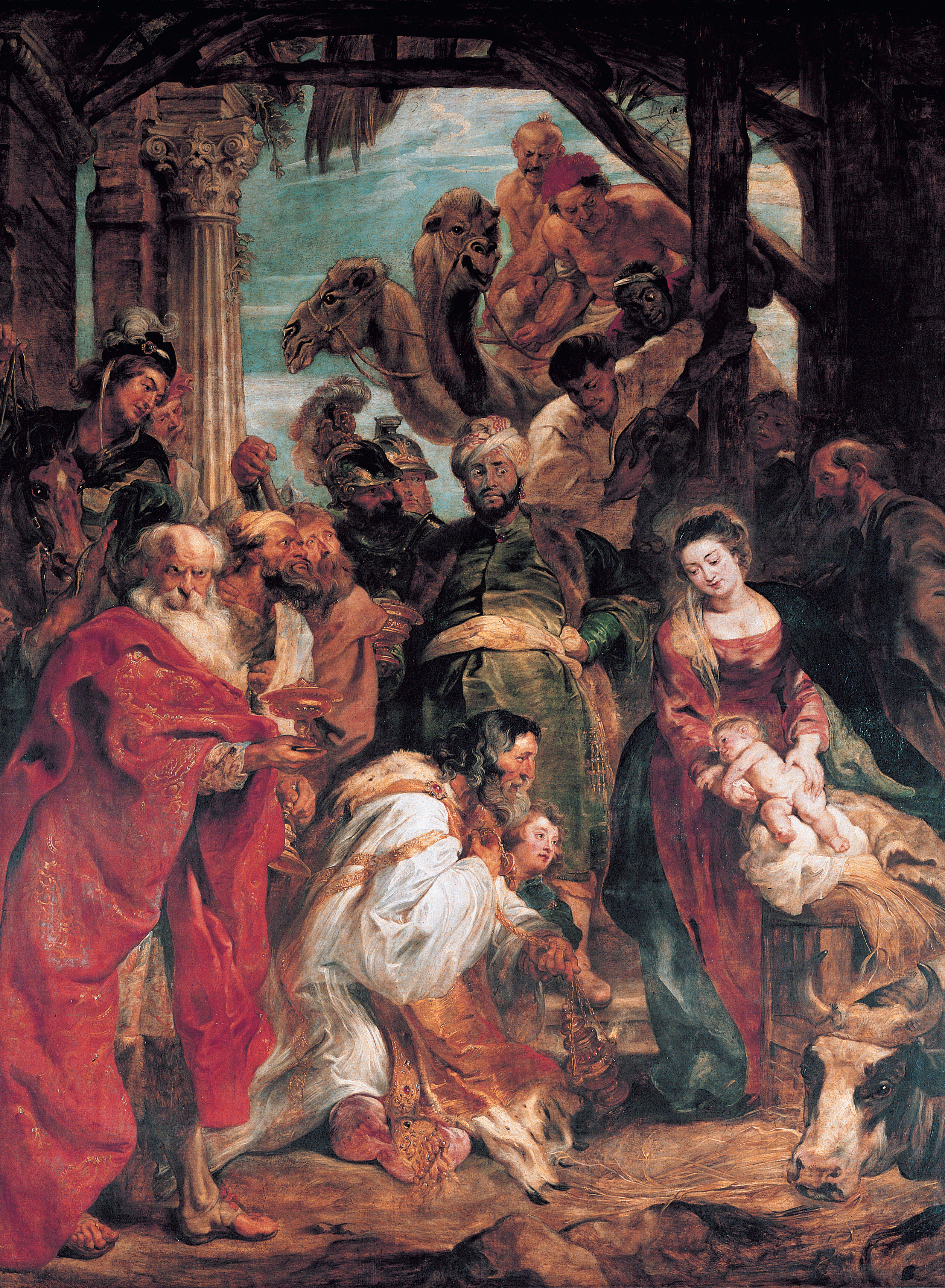
Klanění Tří králů (1624)
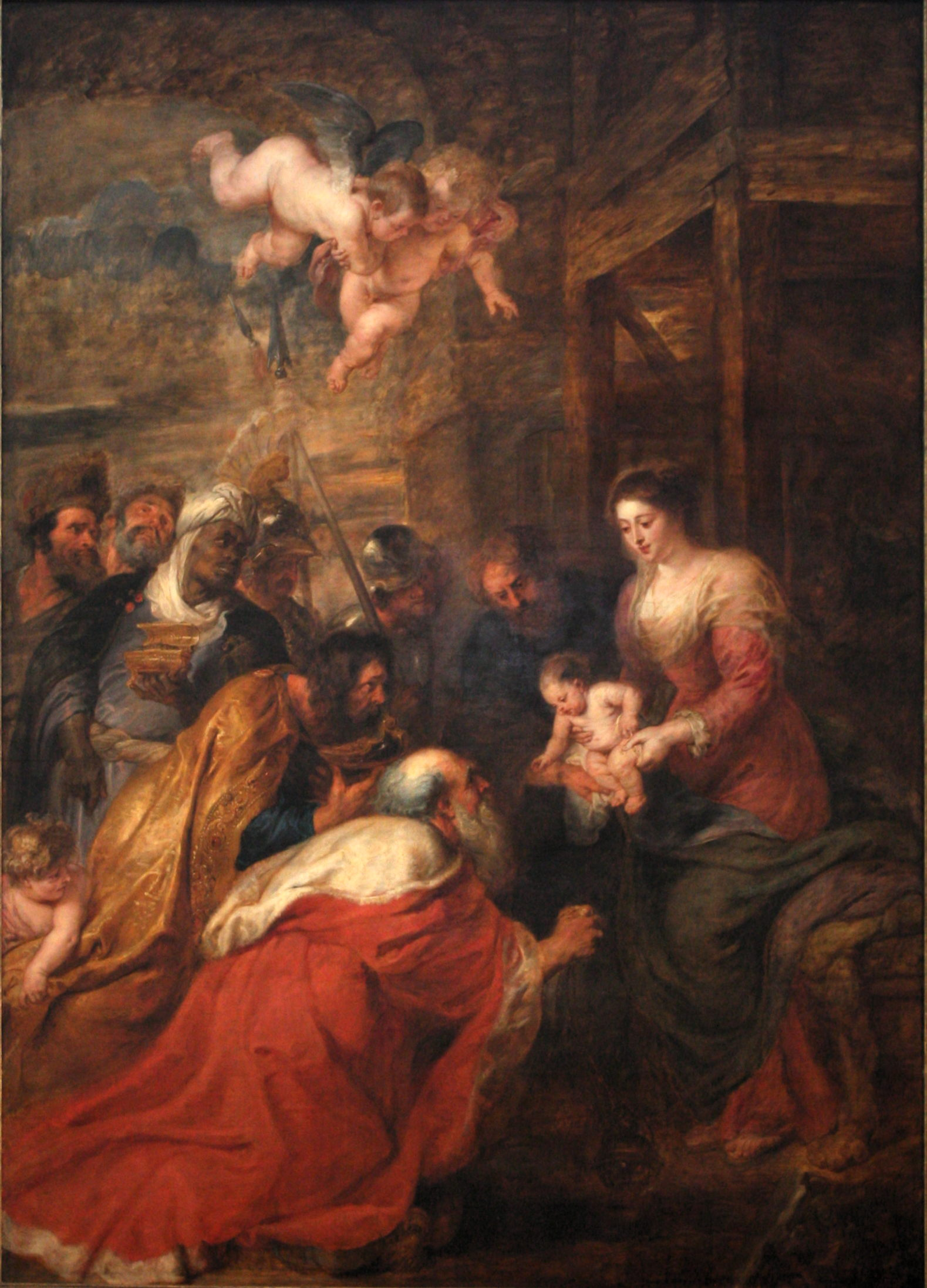
Klanění Tří králů (1634)
Tři Grácie (1636–1638)
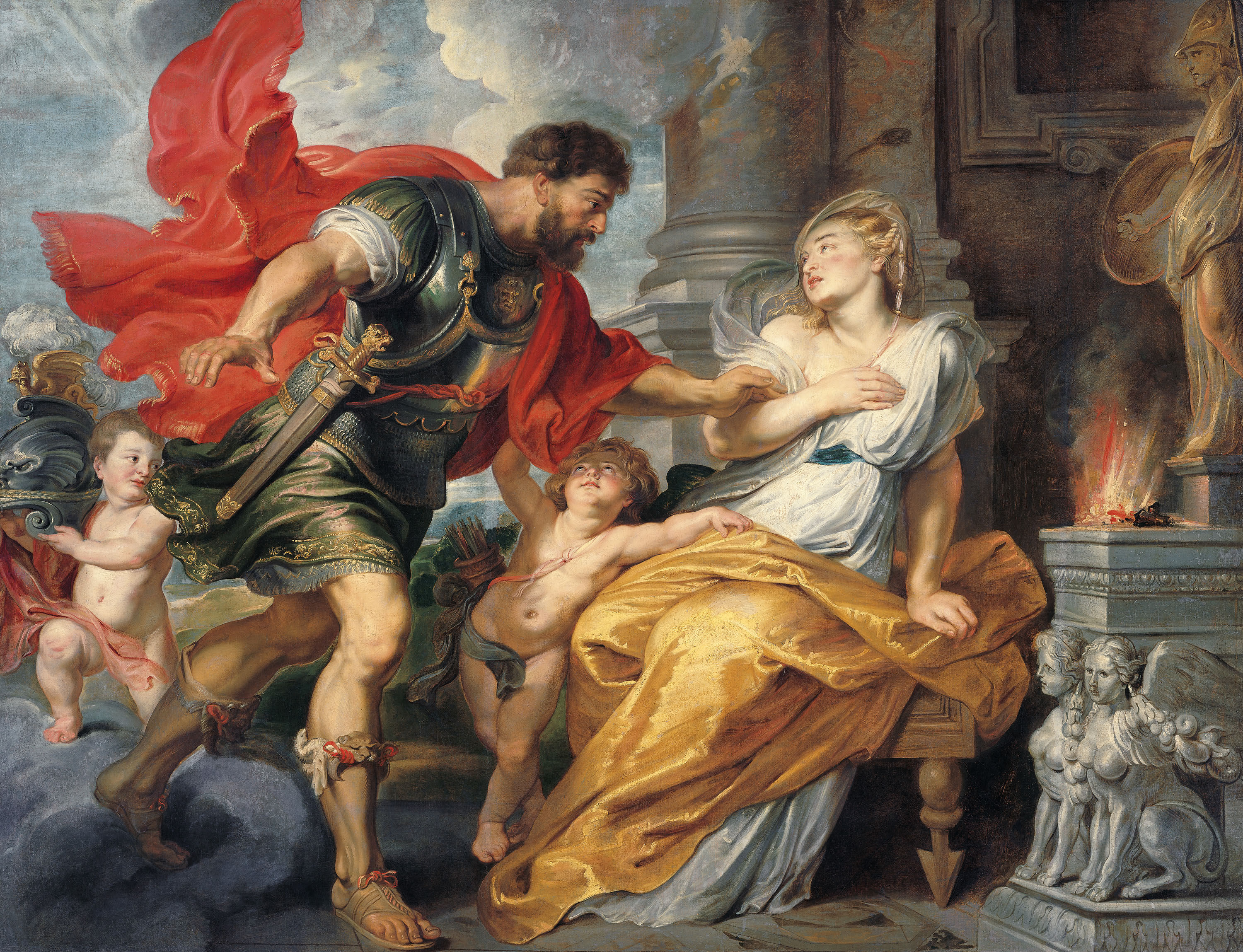
Mars a Rhea Silvia (1616–1617)
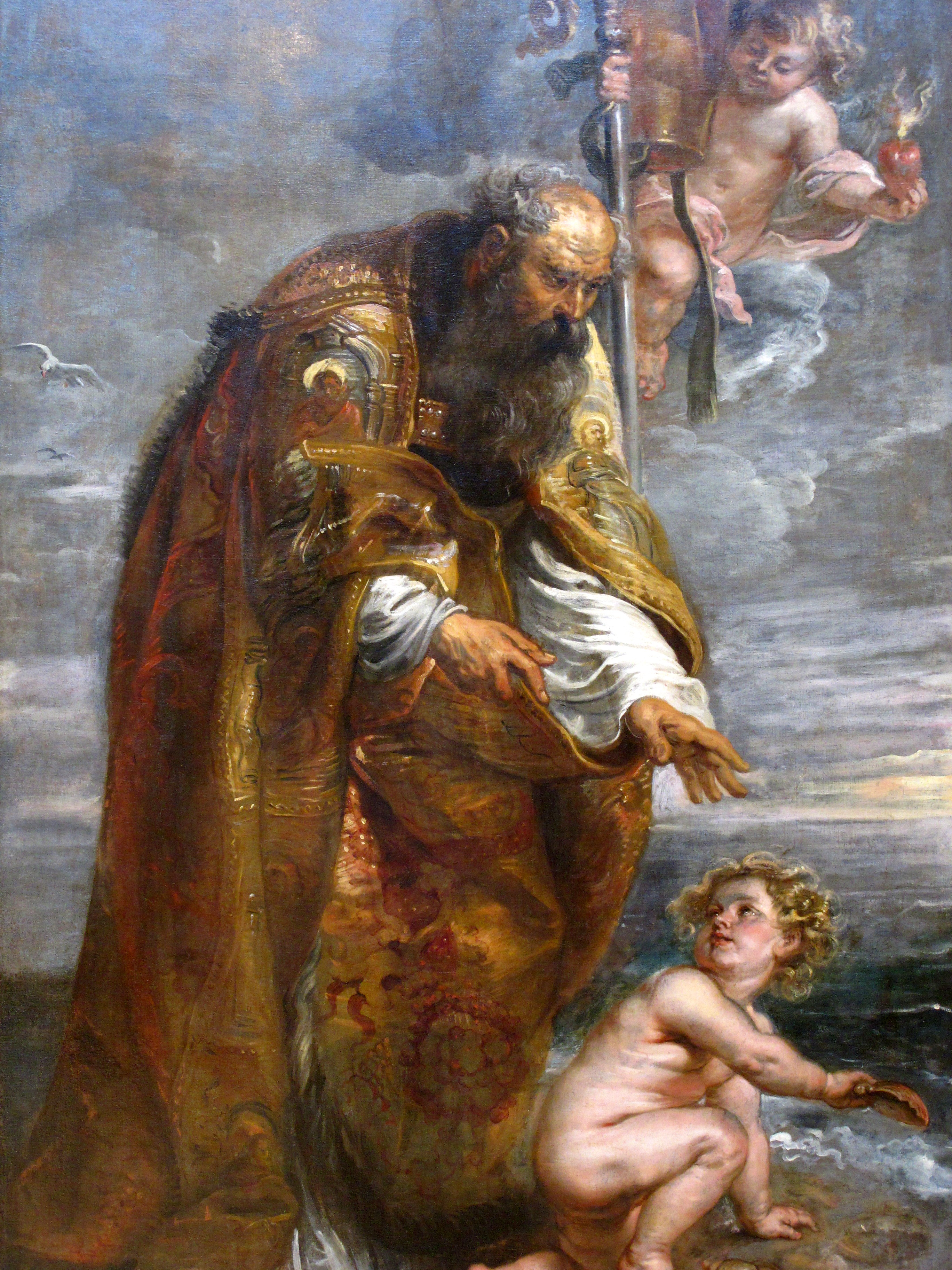
Svatý Augustin (1636–1638)
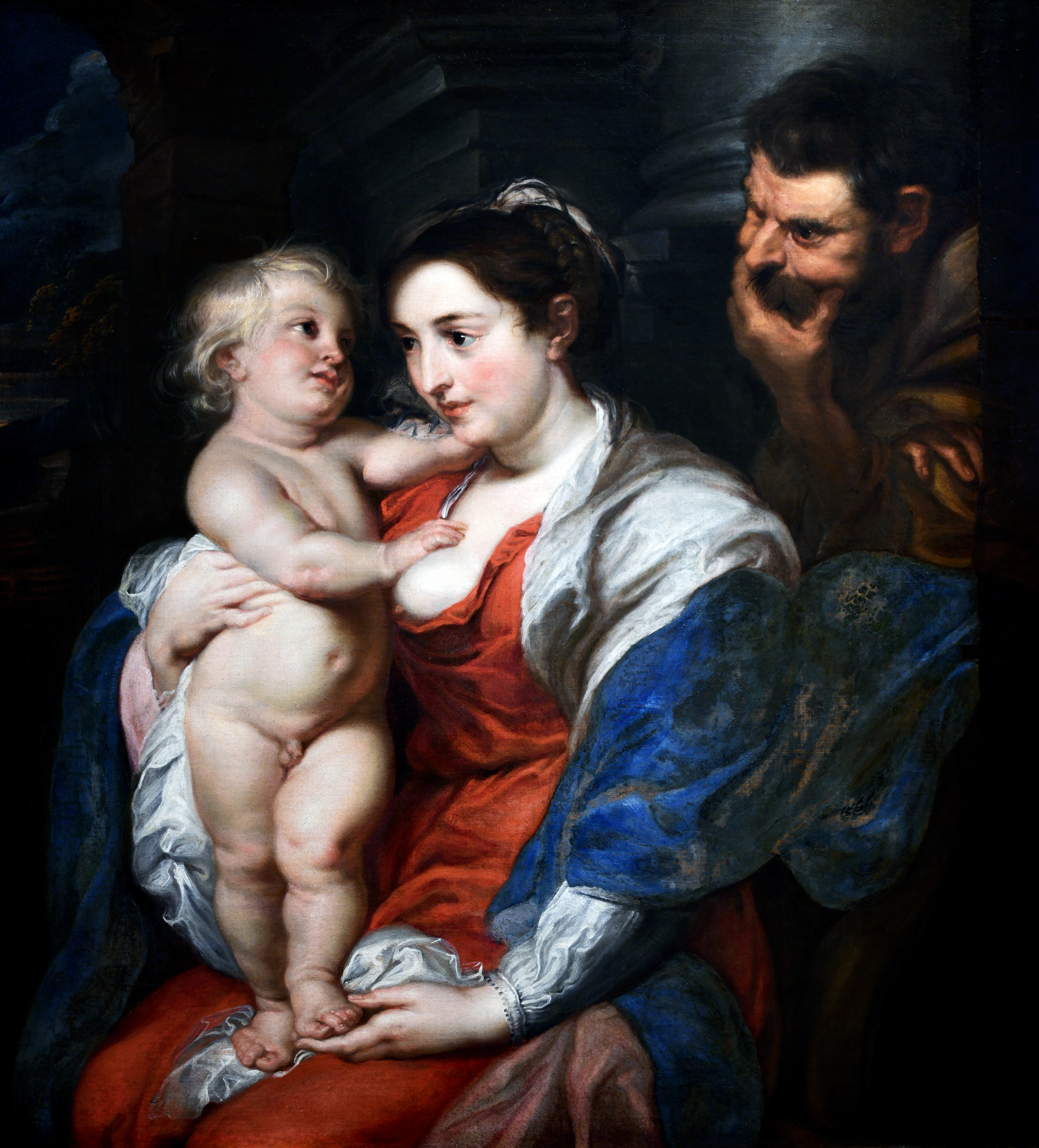
Svatá rodina
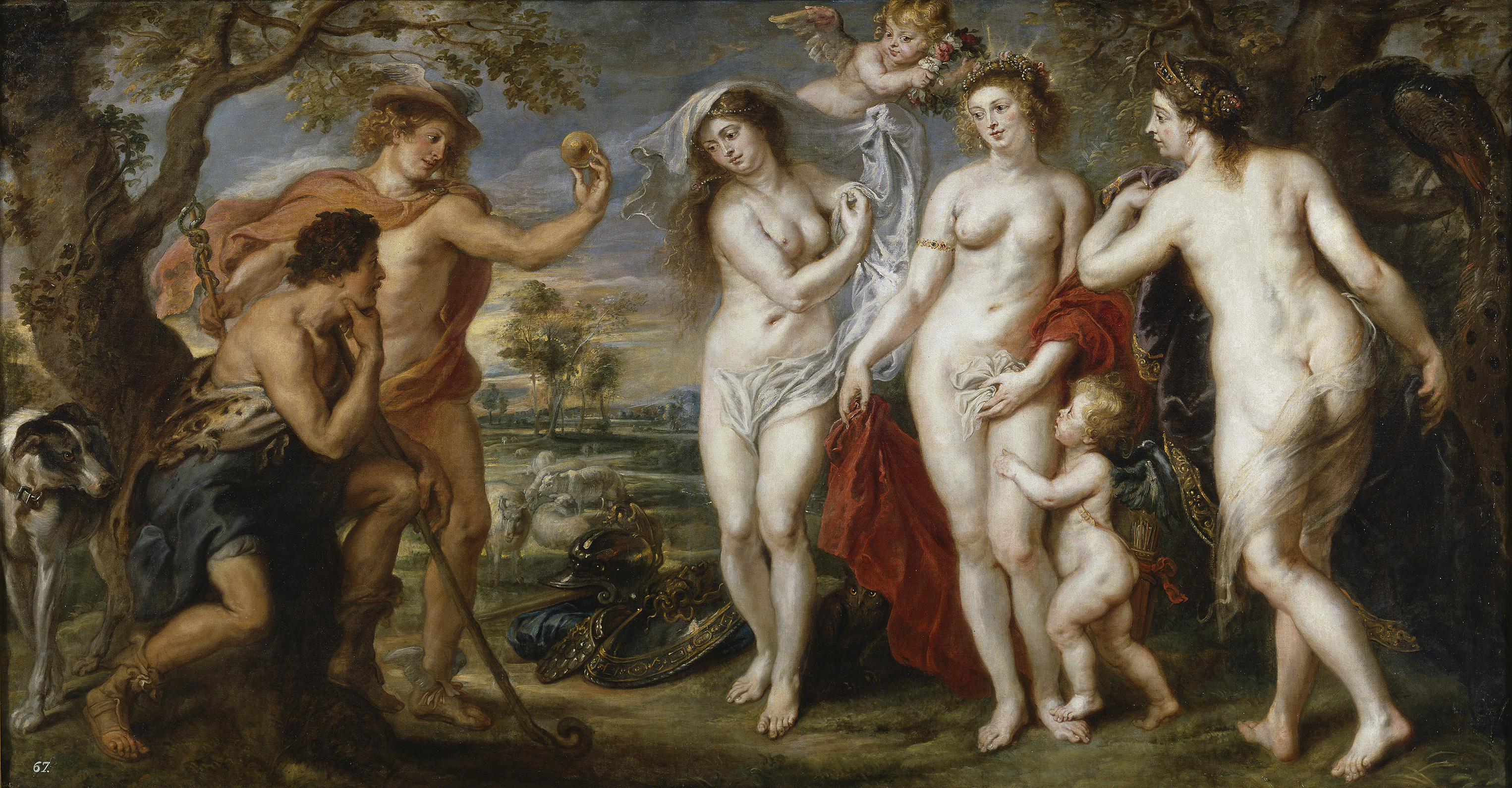
Paridův soud